# Edward A. Kull
Edward A. Kull (né le 10 décembre 1885 à Chicago et mort le 22 décembre 1946  à Hollywood) est un réalisateur et directeur de la photographie américain.

## Biographie
Edward A. Kull a réalisé quarante-trois films entre 1919 et 1938.

## Filmographie partielle

### Comme directeur de la photographie
- 1918 : The Kaiser, the Beast of Berlin de Rupert Julian
- 1919 : Les Marches qui craquent (Creaking Stairs) de Rupert Julian
- 1919 : L'Empreinte (The Fire Flingers) de Rupert Julian
- 1931 : Le Roi de la jungle (King of the Wild) de B. Reeves Eason et Richard Thorpe
- 1934 : When Lightning Strikes de Burton L. King et Harry Revier

### Comme réalisateur
- 1919 : The Fighting Sheriff
- 1919 : The Best Bad Man
- 1919 : At the Point of a Gun
- 1919 : The Face in the Watch
- 1919 : Dynamite
- 1919 : The Pointing Finger
- 1919 : The Counterfeit Trail
- 1920 : Blind Chance
- 1920 : Kaintuck's Ward
- 1920 : The Vanishing Dagger
- 1921 : The Diamond Queen
- 1921 : The Heart of Arizona
- 1921 : The Girl in the Saddle
- 1921 : The Shadow of Suspicion
- 1921 : Terror Trail
- 1921 : The Man Trackers
- 1921 : Roaring Waters
- 1921 : The Fight Within
- 1921 : Fur Raiders
- 1921 : The Honor of the Mounted
- 1921 : Beauty and the Bandit
- 1921 : The Call of Duty
- 1921 : Fair Fighting
- 1921 : A Woman's Wit
- 1921 : Dream Girl
- 1921 : A Battle of Wits
- 1922 : The Night Attack
- 1922 : With Stanley in Africa
- 1922 : The Open Wire
- 1922 : Bulldog Courage
- 1922 : White and Yellow
- 1922 : The Channel Raiders
- 1922 : Pirates of the Deep
- 1922 : The Law of the Sea
- 1922 : Barriers of Folly
- 1922 : The Siege of the Lancashire Queen
- 1923 : Dangerous Waters
- 1923 : The Yellow Handkerchief
- 1923 : The Wolves of the Waterfront
- 1935 : Les Nouvelles Aventures de Tarzan
- 1936 : Man's Best Friend
- 1938 : Tarzan triomphe